# Marinelson Saldanha de Souza
Marinelson Saldanha de Souza, mais conhecido como Marinelson, (Manaus, 29 de junho de 1982) é um futebolista brasileiro. Atualmente, joga no Princesa do Solimões.

## Títulos
Princesa
- Campeonato Amazonense: 1 (2013)
- Taça Estado da Amazonas: 1 (2013)